# Xibam-Kawkaban
Xibam-Kawkaban és una població del Iemen coneguda també com a Xibam Himyar o Xibam Akyan, que comptava 2.000 habitants al cens del 1975. És a 37 km al nord-est de Sanà al límit de la plana de Sanà. a més de 2.500 metres d'altitud, a la muntanya d'al-Dula o Alaw (3.140 metres). La població de Habiba és a uns 7 km al nord-oest, i a la zona hi ha la fortalesa medieval famosa de Kawkaban. S'hi fa mercat cada setmana; la seva regió té una riquesa agrícola considerable i la beneficia la proximitat amb Sanà.
S'han trobat a aquestes muntanyes diverses inscripcions sudaràbigues del segle iii o posteriors. Al segle iii era centre de la tribu Dhul-Hagaran Shibam (d-hgrn S2bam), una fracció dels Bakil; el seu territori s'estenia a Aghur (moderna al-Ahjur) una vall a uns 5 km al sud-oest; els seus caps portaven el títol de qayls; moltes restes antigues són utilitzats per les poblacions; s'han trobat també nombroses tombes a les roques. Al segle x fou el centre de la dinastia yufírida (847-998) que va dominar un principat contemporani del primer principat zaidita a Zabid. Segurament fou llavors quan es va construir la gran mesquita de Shibam sobre una mesquita ja existent; la tradició atribueix la fundació al diversos emirs de la dinastia: Yufir ibn Abd al-Rahman (848-853), Muhammad ibn Yufir (873-892), o Asad ibn Abi Yufir (892-944); en aquest temps la població encara parlava himyarita i era d'aquesta raça.
A partir del segle xvi Xibam-Kawkaban fou un bastió del cap alida Xaraf al-Din, d'una família que va donar dos imams zaidites i la descendència del qual va regnar sobre el petit principat de Kawkaban. Més tard va passar als Banu Hamdan que encara són la tribu principal. Els Banu Hamdan es van integrar a la confederació Hashid.